# Kulloja
Kulloja (« travailleur ») est une revue politique publiée en Corée du Nord. Le premier numéro est publié le 25 octobre 1946. Le magazine mensuel est un média officiel du Comité central du Parti du travail de Corée, et comporte des articles de sciences politiques. 